# KMD Jylland (1862)
La KMD Jylland es la única fragata de hélice que ha sobrevivido hasta nuestros días, perteneciente a la Real Armada de Dinamarca. Actualmente se expone como buque museo.

## Historia

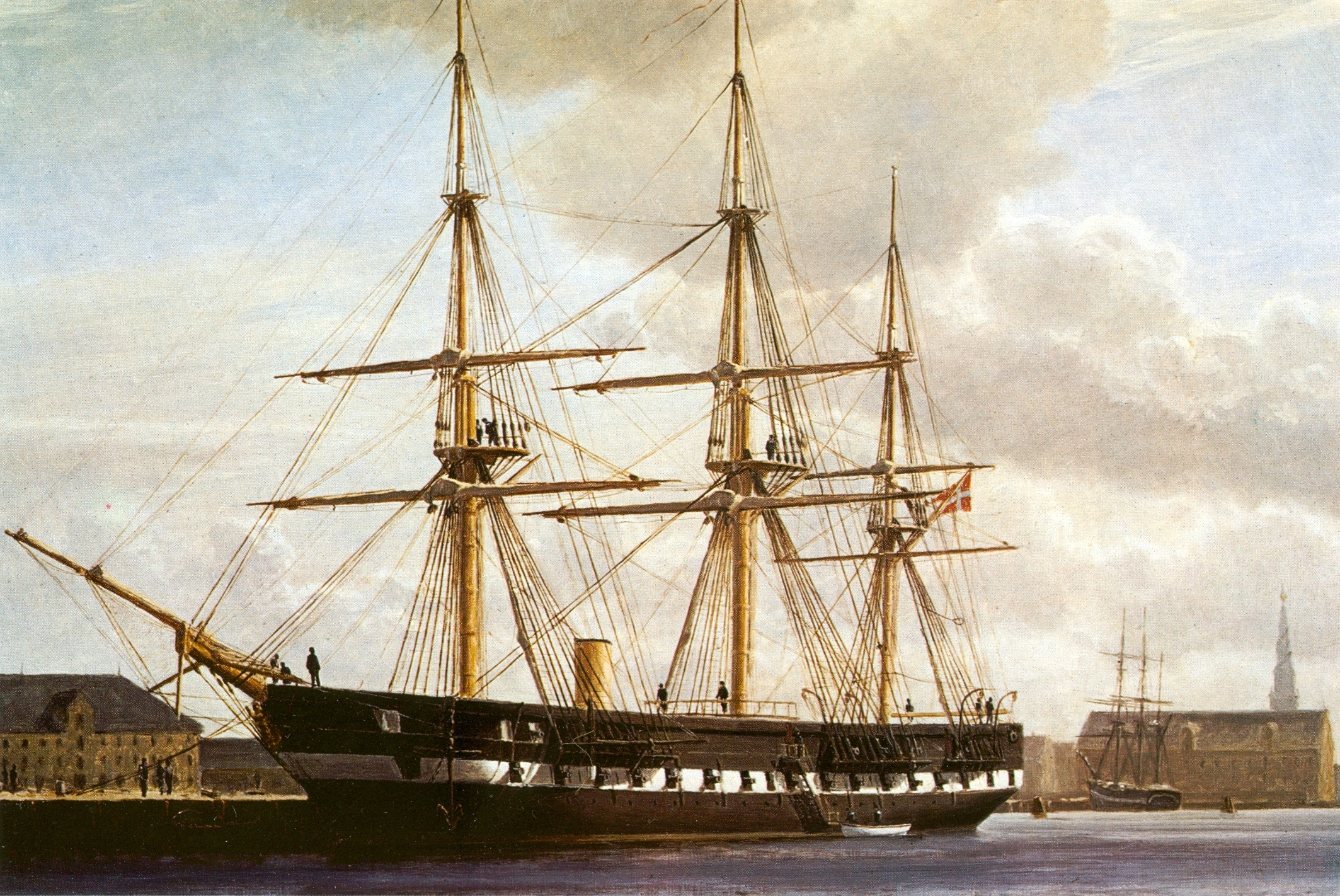
Dibujo de la fragata en 1870.

Durante la Guerra de los Ducados en 1864, participó en acciones navales contra la flota austrohúngara en la batalla de Heligoland del 9 de mayo de 1864. La “Jylland” junto a la “Niels Juel” y la “Heimdall” batió a otras dos fragatas de hélice austriacas y tres cañoneros prusianos, pero fueron incapaces de mantener el bloqueo sobre los puertos prusianos del mar del Norte. La “Jylland” recibió daños considerables durante el combate. 
En la década de 1890, el buque quedó inmovilizado y se salvó por poco del desguace tras su baja en 1908. Se decidió su preservación y fue remolcado a Ebeltoft en 1960. El casco de la fragata continuó deteriorándose, hasta que fue puesto en dique seco en 1984. Durante la restauración se sustituyó más del 60% de la madera, se le añadió el velamen, armamento y máquinas que le habían sido retirados a lo largo de los años.
Los trabajos de restauración fueron completados en 1994. Desde entonces el buque permanece en Ebeltoft, Dinamarca y es uno de los mayores buques de madera que se conservan.